# Enseada do Cacuaco
A enseada do Cacuaco, às vezes chamada de baía do Bengo, é um acidente geográfico do tipo enseada localizado defronte às cidades de Cacuaco e Luanda, banhando também partes do município de Dande, em Angola. Situa-se nas províncias de Bengo e Luanda, na parte ocidental do país, logo ao norte da entrada da baía de Luanda.
Seus pontos de formação são a ponta das Lagostas (sul) e a ponta do Dande (norte). A enseada é o receptáculo das águas do rio Bengo.